# Campeonato Tocantinense 2019
In 2019 werd het 27ste Campeonato Tocantinense gespeeld voor voetbalclubs uit de Braziliaanse staat Tocantins. De competitie werd georganiseerd door de FTF en werd gespeeld van 5 april tot 26 juni. Palmas werd kampioen.

## Eerste fase

### Groep A
| Plaats | Club        | Wed. | W | G | V | Saldo | Ptn. |
| ------ | ----------- | ---- | - | - | - | ----- | ---- |
| 1.     | Palmas      | 6    | 4 | 0 | 2 | 10:7  | 12   |
| 2.     | Força Jovem | 6    | 2 | 2 | 2 | 9:8   | 8    |
| 3.     | Interporto  | 6    | 2 | 1 | 3 | 8:8   | 7    |
| 4.     | Alvorada    | 6    | 2 | 1 | 3 | 7:11  | 7    |

|  | Gekwalificeerd voor tweede fase |
|  | Degradatie                      |

### Groep B
| Plaats | Club             | Wed. | W | G | V | Saldo | Ptn. |
| ------ | ---------------- | ---- | - | - | - | ----- | ---- |
| 1.     | Tocantinópolis   | 8    | 4 | 2 | 2 | 16:10 | 14   |
| 2.     | Sparta           | 8    | 4 | 2 | 2 | 11:9  | 14   |
| 3.     | Atlético Cerrado | 8    | 3 | 3 | 2 | 9:8   | 12   |
| 4.     | Araguaína        | 8    | 1 | 4 | 3 | 6:9   | 7    |
| 5.     | Arsenal          | 8    | 1 | 3 | 4 | 14:20 | 6    |

|  | Gekwalificeerd voor tweede fase |
|  | Degradatie                      |

## Tweede fase
De beste verliezer werd nog opgevist voor de derde fase. 
| Team #1          | Tot.  | Team #2        | 1ste wed | 2de wed |
| ---------------- | ----- | -------------- | -------- | ------- |
| Interporto       | 3 - 4 | Tocantinópolis | 2 - 3    | 1 - 1   |
| Força Jovem      | 5 - 1 | Sparta         | 3 - 0    | 2 - 1   |
| Atlético Cerrado | 0 - 5 | Palmas         | 0 - 4    | 0 - 1   |

### Derde fase
|  | halve finale   | halve finale | halve finale | halve finale |  |                | finale | finale | finale | finale |
|  |                |              |              |              |  |                |        |        |        |        |
|  |                |              |              |              |  |                |        |        |        |        |
|  | Interporto     | 2            | 1            | 3            |  |                |        |        |        |        |
|  | Palmas         | 2            | 2            | 4            |  |                |        |        |        |        |
|  |                |              |              |              |  | Palmas         | 1      | 3      | 4      |        |
|  |                |              |              |              |  | Tocantinópolis | 0      | 1      | 1      |        |
|  | Tocantinópolis | 1            | 1            | 2            |  |                |        |        |        |        |
|  | Força Jovem    | 0            | 1            | 1            |  |                |        |        |        |        |

### Kampioen
| Campeonato Tocantinense de 2019 |
| Tocantins                       |
| ------------------------------- |
| PALMAS Kampioen (7° titel)      |